# Archidiecezja Rabaul
Archidiecezja Rabaul (łac.: Archidioecesis Rabaulensis, ang.: Archdiocese of Rabaul) – katolicka archidiecezja w Papui-Nowej Gwinei. Siedziba arcybiskupa znajduje się w katedrze Najświętszego Serca Jezusowego w Kokopo. 

## Historia
16 lipca 1844 papież Grzegorz XVI erygował wikariat apostolski Melanezji. 10 maja 1889 zmieniono nazwę na wikariat apostolski Nowej Brytanii, 8 grudnia 1890 na wikariat apostolski Nowego Pomorza, a 14 listopada 1922 na wikariat apostolski Rabaul. 15 listopada 1966 r. papież Paweł VI podniósł go do rangi archidiecezji.

## Ordynariusze

### Wikariusze apostolscy
- bp Jean Baptiste Epalle SM (1844 - 1845)
- bp Jean Georges Collomb SM (1846 - 1848)
- ks. Paolo Reina MEM (1852 - 1861)
- abp Louis-André Navarre (1887 - 1889)
- bp Stanislas Henri Verjus (1889)
- bp Louis Couppé MSC (1889 - 1923)
- bp Gerard Vesters MSC (1923 - 1938)
- bp Leon Scharmach MSC (1939 - 1963)
- bp Johannes Höhne MSC (1963 - 1966)

### Arcybiskupi
- abp Johannes Höhne MSC (1966 - 1978)
- abp Albert-Leo Bundervoet MSC (1980 - 1989)
- abp Karl Hesse MSC (1990 - 2011)
- abp Francesco Panfilo SDB (2011 - 2020)
- abp Rochus Josef Tatamai MSC (od 2020)

## Główne kościoły
- Katedra: Katedra Najświętszego Serca Jezusowego w Kokopo.

## Herb
Autor herbu jest słowacki heraldyk Marek Sobola. Herb został przyjęty w 2016 roku.[1] Marek Sobola stworzył również herby innych diecezji w Papui-Nowej Gwinei.